# Сигорецкие
Сигорецкие — группа пресноводных озёр на территории Куземского сельского поселения Кемского района Республики Карелии.

## Общие сведения
Общая площадь озёр — 1,8 км², площадь водосборного бассейна — 374 км². Располагаются на высоте 9,9-12,7 метров над уровнем моря.
В число Сигорецких озёр входят следующие водоёмы:
- Каменные озёра[7]
- Пундозеро[8]
- Северное озеро[9]
- Южное озеро[10]
- озеро Гирево[11]

Берега озёр изрезанные, преимущественно каменисто-песчаные, местами заболоченные.
Через озёра протекает река Сиг, впадающая в Белое море.
В общей сложности в озёрах более десяти безымянных островов различной площади, однако их количество может варьироваться в зависимости от уровня воды.
Между Северным и Южным озёрами проходит просёлочная дорога.
Населённые пункты вблизи водоёмов отсутствуют.
Код объекта в государственном водном реестре — 02020000711102000003368.